# Morti nel 742
| Questa pagina contiene informazioni ricavate automaticamente dalle voci biografiche con l'ausilio del template Bio e di un bot. L'aggiornamento è periodico e automatico e ricostruisce completamente la pagina. Se manca una persona in questa lista, sei pregato di non aggiungerla, ma accertati piuttosto che la sua voce biografica contenga il template Bio e che i dati anagrafici siano correttamente compilati. Se il template Bio manca, inseriscilo tu stesso o, in alternativa, metti l'avviso {{tmp\|Bio}} che ne segnala la mancanza. Se i dati riportati sono sbagliati, correggi direttamente la voce biografica; le modifiche saranno visibili in questa lista entro pochi giorni. Per chiarimenti vedi il progetto biografie. La lista contiene solo le 7 persone che sono citate nell'enciclopedia e per le quali è stato implementato correttamente il template Bio. Pagina aggiornata al 18 feb 2025. |

- 14 febbraio - Teodoro I di Alessandria, arcivescovo cristiano orientale egiziano
- 12 aprile - Erchembodone di Thérouanne, vescovo irlandese
- Arifredo di Milano, arcivescovo italiano
- Godescalco di Benevento, politico e militare longobardo
- Balj ibn Bishr al-Qushayri
- Ibn Shihab al-Zuhri, giurista e storico arabo (n. 671)
- ʿAbd al-Malik ibn Qaṭan al-Fihrī